# 1921 na televisão

## Nascimentos
| Data           | Nome            | Profissão                                            | Nacionalidade    | Observações | Ref    |
| -------------- | --------------- | ---------------------------------------------------- | ---------------- | ----------- | ------ |
| 8 de março     | Alan Hale Jr.   | ator                                                 | Estados Unidos   | m. 1990     | [ 1 ]  |
| 1 de abril     | Átila Iório     | ator                                                 | Brasil           | m. 2002     | [ 2 ]  |
| 6 de abril     | Cacilda Becker  | atriz                                                | Brasil           | m. 1969     | [ 3 ]  |
| 10 de abril    | Chuck Connors   | ator                                                 | Estados Unidos   | m. 1992     | [ 4 ]  |
| 23 de abril    | Janet Blair     | atriz                                                | Estados Unidos   | m. 2007     | [ 5 ]  |
| 12 de maio     | Ruth de Souza   | atriz                                                | Brasil           | m. 2019     | [ 6 ]  |
| 31 de maio     | Luís Delfino    | ator e humorista                                     | Brasil           | m. 2005     | [ 7 ]  |
| 5 de agosto    | Terry Becker    | ator e produtor                                      | Estados Unidos   | m. 2014     | [ 8 ]  |
| 22 de setembro | Yara Cortes     | atriz                                                | Brasil           | m. 2002     | [ 9 ]  |
| 3 de novembro  | Charles Bronson | ator                                                 | Estados Unidos   | m. 2003     | [ 10 ] |
| 21 de novembro | Jorge Listopad  | escritor, crítico, realizador, encenador e professor | República Tcheca | m. 2017     | [ 11 ] |
| 20 de dezembro | George Roy Hill | cineasta                                             | Estados Unidos   | m. 2002     | [ 12 ] |

## Mortes
| Data | Nome | Profissão | Nacionalidade | Observações | Ref |
| ---- | ---- | --------- | ------------- | ----------- | --- |